# Eudyops
Eudyops is een geslacht van vlinders van de familie spinneruilen (Erebidae), uit de onderfamilie Calpinae.

## Soorten
- E. diascia Hampson, 1926
- E. telmela Schaus, 1911
- E. xantholepis Dyar, 1912